# Anne-Charles Lorry
Pour les articles homonymes, voir Lorry (homonymie).
Anne-Charles Lorry, né le 10 octobre 1726 à Crosne et mort le 18 septembre 1783 à Bourbonne-les-Bains, est un médecin français.

## Biographie
Lorry exerça la médecine à Paris et s'y fit rapidement une haute réputation, au point qu'il fut appelé à saigner Louis XV dans sa dernière maladie. Il fut également l'un des fondateurs de la Société royale de médecine.
Ses ouvrages, dont le plus connu reste son Essai sur l'usage des alimens, se recommandent autant par l'élégance du style que par leur valeur scientifique. Il est aussi connu pour sa dénonciation du blanc de céruse, un composé de plomb, toxique, utilisé en cosmétique,.
Il était l'oncle du médecin Jean-Noël Hallé.

## Œuvres (sélection)
- Essai sur l'usage des alimens, pour servir de commentaire aux livres diététiques d'Hippocrate sur Google Livres, vol. 1, Paris, Vincent, 1757
- (la) De melancholia et morbis melancholicis, Paris, Cavelier, 1765 :
  - t. 1 — Avec une épître dédicatoire à Guillaume-Louis Le Monnier
  - t. 2 — Avec une épître dédicatoire à Étienne Louis Geoffroy
- (la) De morbis cutaneis sur Google Livres, Paris, Cavelier, 1777 — « Extrait 1 »[4] ; « Extrait 2 »[5]Première tentative de classification des maladies dermatologiques

### Listes de publications
- Liste donnée par l'éditeur dans Tractatus de morbis cutaneis, 1765